# Krautstrunk

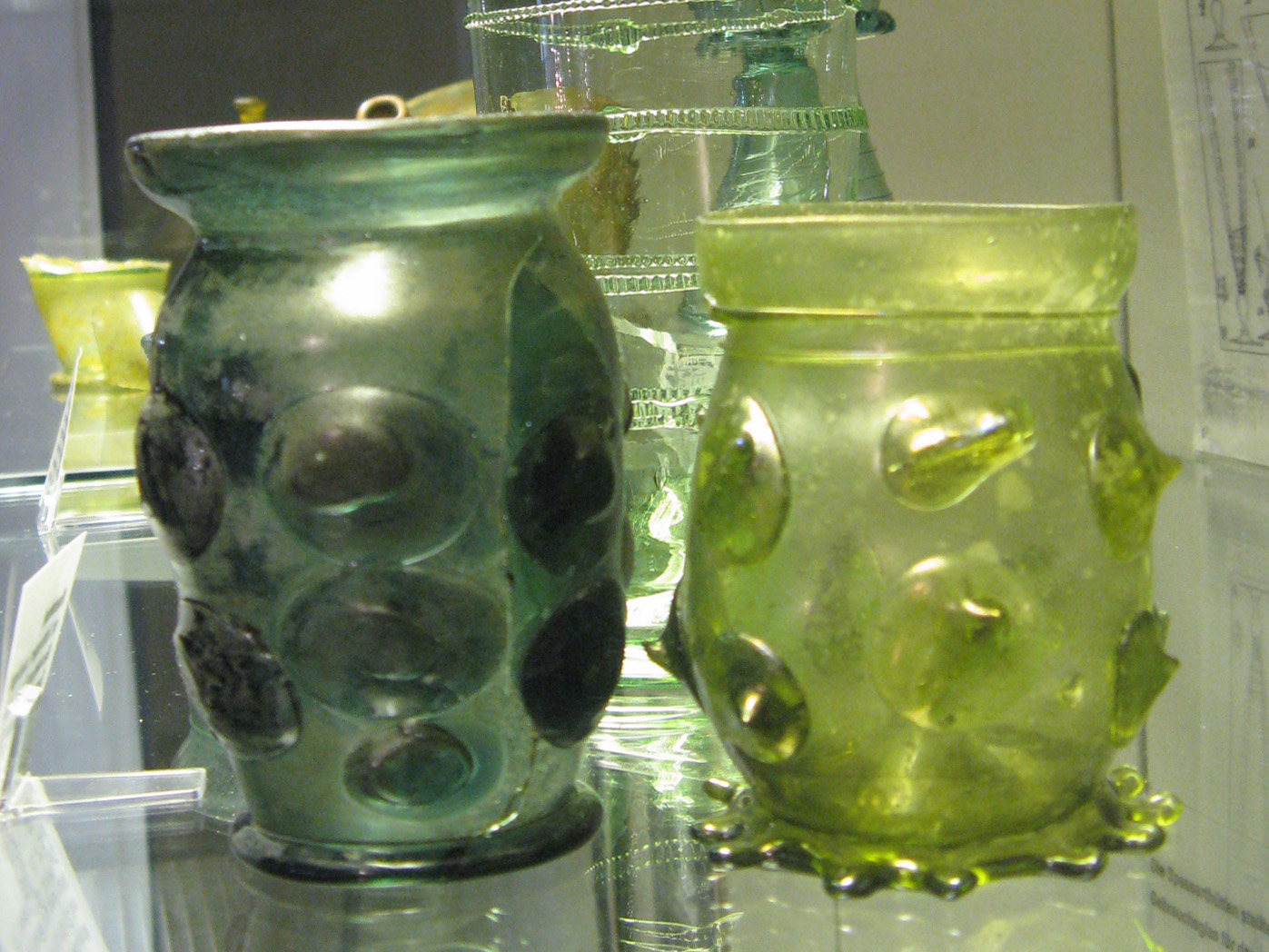
Zwei Krautstrünke mit Spitzennuppen aus dem Spessart (geschätzt 16. Jh.), Glasmuseum Wertheim, der rechte mit Zackenfuß

Der Krautstrunk ist ein mittelalterlicher Glasbecher des 15. Jahrhunderts und frühen 16. Jahrhunderts mit aufgeschmolzenen Nuppen. Er ist eine frühe Form des Waldglases und damit ein Vorläufer des Römers. Verbreitet war seine Herstellung in Deutschland und in den Niederlanden.

## Aussehen
Der Krautstrunk hat eine bauchige Form und ist, wie jedes Waldglas, von grüner oder bräunlicher Farbe. Er steht auf einem Fußring (auch Standring genannt). Auf der Wandung sind die Nuppen angebracht, die – im Gegensatz zu den feineren Beerennuppen später beim Schaft des Römers – klobig-grob unregelmäßig spitz nach oben weisen; so ein Gefäß kann dann mit etwas Fantasie aussehen wie ein kahler Weißkohlstrunk, der diesem Glastyp seinen Namen gab. Häufig, aber nicht zwingend ist die nuppenbesetzte Wandung vom Lippenrand des Bechers durch einen umlaufenden Glasfaden abgegrenzt.

## Verwendung

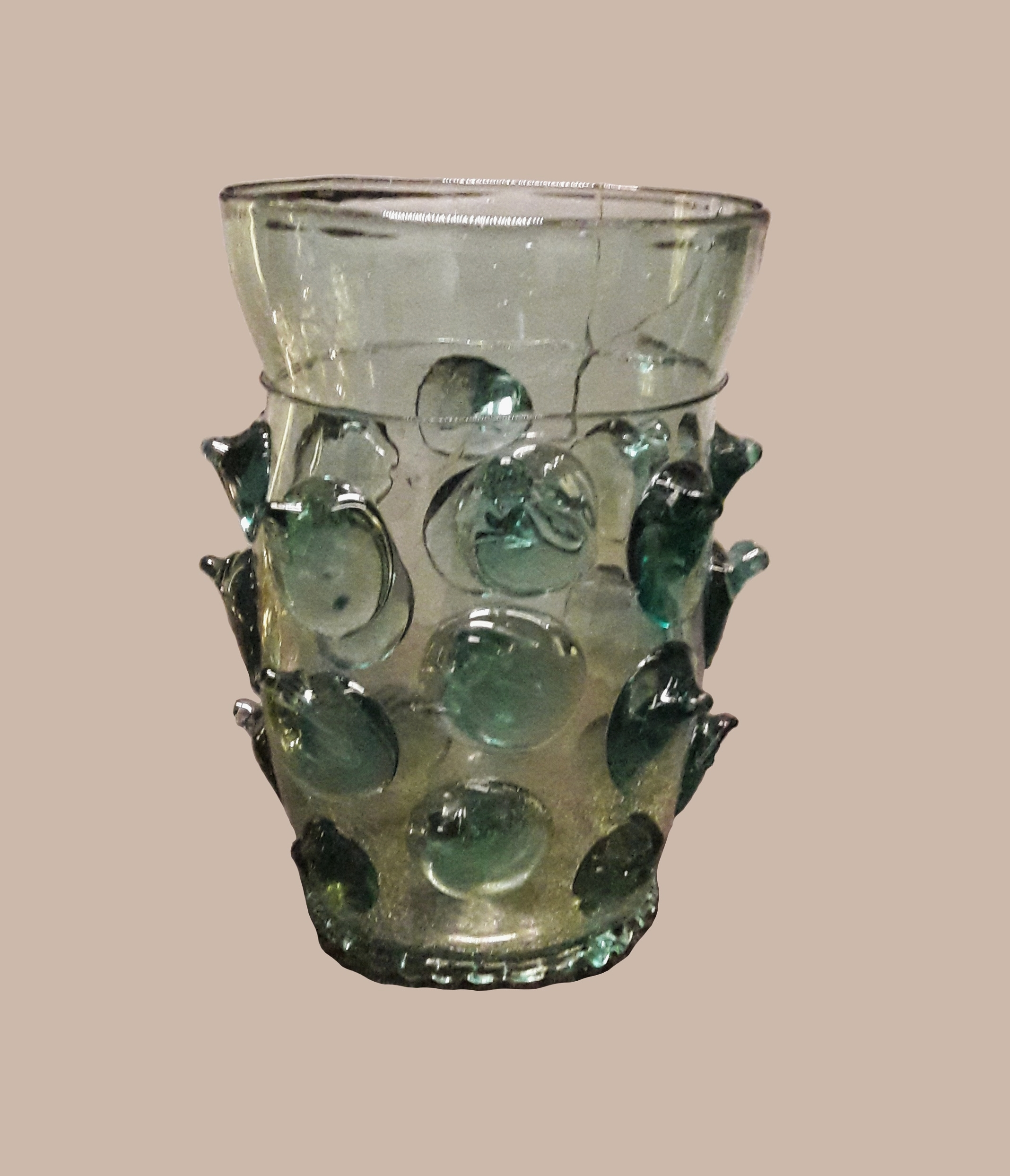
Krautstrunk mit Spitzennuppen (geschätzt 16. Jh.), Nationalmuseum Warschau

Der Krautstrunk war ein alltägliches Gebrauchs-Trinkgefäß für Bier und Wein, fand jedoch gelegentlich auch als Messwein- und Reliquienbehälter Verwendung. Dies lässt sich im Einzelfall dann nachweisen, wenn solche Gefäße an Altären gefunden wurden.
Die Nuppen hatten neben ihrer dekorativen Komponente zusätzlich den praktischen Zweck, zu verhindern, dass das Glas aus der Hand fiel.

## Geschichte
Der Krautstrunk entwickelte sich aus dem Nuppenbecher.
Im Laufe des 16. Jahrhunderts wurde er vom Berkemeyer abgelöst; dieser Typus zeichnet sich durch eine feineren Form aus, mit schaftähnlich verlängertem Fuß und konischer Wandung, unter Beibehaltung des Nuppendekors. Aus dem Berkemeyer entwickelte sich schließlich der Römer.
Aus der Epoche des Historismus gibt es vielfältige Nachbildungen, wobei die Form nicht auf den Typus des mittelalterlichen Bechers reduziert ist. Beim Krautstrunk des 19. Jahrhunderts gibt es die Spitzennuppen vielmehr auf zahlreichen Wandungsformen in Kombination mit unterschiedlichen Fuß- und Schaftformen.
Während die historistische Variante noch häufig auf Auktionen gehandelt wird sowie zeitgenössische Repliken auf dem freien Markt erhältlich sind, ist der authentische mittelalterliche Krautstrunk in der Regel heute Museumsbestand.